# Park Narodowy Szlezwicko-Holsztyńskiego Morza Wattowego

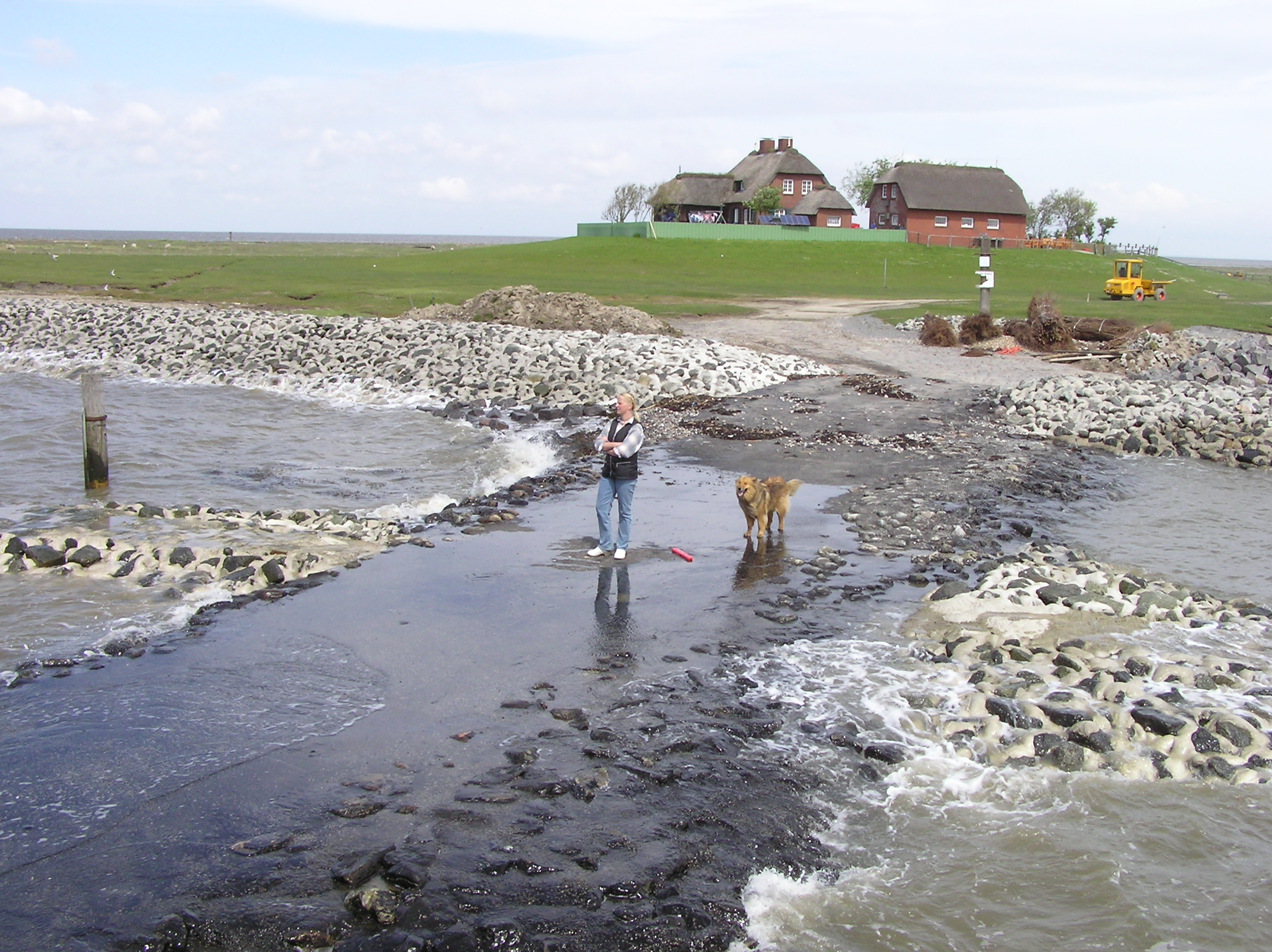
Krajobraz parku narodowego

Park Narodowy Szlezwicko-Holsztyńskiego Morza Wattowego (niem. Nationalpark Schleswig-Holsteinisches Wattenmeer) – niemiecki park narodowy nad Morzem Wattowym położony na północy kraju. Jest jednym z trzech sąsiadujących parków narodowych nad wybrzeżem Morza Północnego. Park powstał w 1985 r. a jego powierzchnia wynosi 4410 km²
Park Narodowy Szlezwicko-Holsztyńskiego Morza Wattowego rozciąga się od granicy duńsko-niemieckiej na północ do ujścia Łaby. Na terenie parku znajduje się trzeci pod względem wielkości na świecie obszar błotnisk pływowych.

## Zwierzęta występujące w parku narodowym
- Ssaki: foki szare
- Owady (wyłącznie na moczarach): Bledius spectabilis
- Ptaki: ostrygojad zwyczajny